# هانیبال (رمان)
هانیبال نام سومین کتاب از مجموعهٔ کتاب‌های مربوط به هانیبال لکتر می باشد. این کتاب ادامهٔ سکوت بره‌ها می‌باشد که توسط توماس هریس نوشته شده است.